# Tugrik mongolo
Il tugrik (in mongolo төгрөг, trascrizione ufficiale tögrög, pronunciato pressappoco tugruk, codice ISO MNT, Tugrik, ₮) è la valuta ufficiale della Mongolia. Storicamente è suddiviso in 100 möngö (мөнгө, letteralmente "argento" o "soldi", pronunciato all'incirca mungh).
Il tögrög fu introdotto il 9 dicembre 1925 con lo stesso valore del rublo sovietico, quando il rublo o il tögrög valevano 18 grammi di argento. Il tugrik sostituì il dollaro mongolo e divenne l'unica moneta a valore legale il 1º aprile 1928.
Monete in möngö non sono più in circolazione dato il loro basso valore.
Il simbolo del Tugrik è diventato anche quello della criptovaluta e stablecoin Tether.

## Monete
La struttura della monetazione del tögrög ha uno stretto legame con il rublo sovietico.
Le monete del rublo erano coniate con i valori di 1, 2, 3, 5, 10, 15, 20 e 50 copechi e 1 rublo, mentre il tögrög aveva le monete da 1, 2, 5, 10, 15, 20 e 50 möngö e un 1 tögrög; per una completa corrispondenza mancava quindi solo la moneta da 3 möngö. Queste somiglianze sono venute meno con la fine della Repubblica Popolare Mongola nel 1990 e con lo scoppio dell'inflazione.
| Serie di monete durante la Repubblica popolare di Mongolia | Serie di monete durante la Repubblica popolare di Mongolia | Serie di monete durante la Repubblica popolare di Mongolia               | Serie di monete durante la Repubblica popolare di Mongolia                          | Serie di monete durante la Repubblica popolare di Mongolia  | Serie di monete durante la Repubblica popolare di Mongolia | Serie di monete durante la Repubblica popolare di Mongolia | Serie di monete durante la Repubblica popolare di Mongolia | Serie di monete durante la Repubblica popolare di Mongolia | Serie di monete durante la Repubblica popolare di Mongolia |
| Immagine                                                   | Serie                                                      | Composizione                                                             | Diritto                                                                             | Rovescio                                                    | Data di richiamo                                           | Senza valore dal                                           | Testo                                                      | Coniata in                                                 | Calendario usato                                           |
| ---------------------------------------------------------- | ---------------------------------------------------------- | ------------------------------------------------------------------------ | ----------------------------------------------------------------------------------- | ----------------------------------------------------------- | ---------------------------------------------------------- | ---------------------------------------------------------- | ---------------------------------------------------------- | ---------------------------------------------------------- | ---------------------------------------------------------- |
|                                                            | 1925                                                       | 1-5 möngö: rame 10-20 möngö: 0,5 argento 50 möngö, 1 tögrög: 90% argento | Soyombo                                                                             | Valore                                                      | 1950                                                       | 1970                                                       | Mongolo                                                    | Unione Sovietica                                           | Anno mongolo 15                                            |
|                                                            | 1937                                                       | 1-5 möngö: bronzalluminio 10-20 möngö: cupronichel                       | Soyombo                                                                             | Valore                                                      | 1960                                                       | 1970                                                       | Mongolo                                                    | Unione Sovietica                                           | Anno mongolo 27                                            |
|                                                            | 1945                                                       | 1-5 möngö: bronzalluminio 10-20 möngö: cupronichel                       | stemma, "Бугд Найрамдах Монгол Ард Улс" (Repubblica popolare di Mongolia)           | Valore                                                      | 1970                                                       | 1970                                                       | Cirillico                                                  | Unione Sovietica                                           | Anno mongolo 35                                            |
|                                                            | 1959                                                       | Alluminio                                                                | stemma, "Бугд Найрамдах Монгол Ард Улс" (Repubblica popolare di Mongolia)           | Valore                                                      | 1990                                                       | 1990                                                       | Cirillico                                                  | R.P. di Cina                                               | Era volgare                                                |
| ,                                                          | 1970, 1977, 1980 e 1981                                    | 1-5 möngö: alluminio 10-50 möngö: cupronichel                            | stemma, titolo dello stato in sigla (БНМАУ) per 1-5 möngö, completo per 10-50 möngö | Valore                                                      | —                                                          | —                                                          | Cirillico                                                  | 1970 e 1977: R.d. tedesca 1980 e 1981: Mongolia            | Era volgare                                                |
|                                                            | Monete da 1 tögrög corcolanti e commemorative              | 1971: bronzalluminio, cupronichel, argento od oro 1981: bronzalluminio   | stemma, nome completo dello Stato, valore                                           | "БНМАУ", uomo a cavallo, "50 ЖИЛ" o "60 ЖИЛ" secondo l'anno | ?                                                          | ?                                                          | Cirillico                                                  | ?                                                          | —                                                          |

| Monete correnti | Monete correnti | Monete correnti | Monete correnti   | Monete correnti   | Monete correnti   | Monete correnti   | Monete correnti | Monete correnti             | Monete correnti  | Monete correnti          |
| Immagine        | Immagine        | Valore          | Parametri tecnici | Parametri tecnici | Parametri tecnici | Parametri tecnici | Descrizione     | Descrizione                 | Descrizione      | Data di prima coniazione |
| Diritto         | Rovescio        | Valore          | Diametro          | Spessore          | Massa             | Composizione      | Bordo           | Diritto                     | Rovescio         | Data di prima coniazione |
| --------------- | --------------- | --------------- | ----------------- | ----------------- | ----------------- | ----------------- | --------------- | --------------------------- | ---------------- | ------------------------ |
|                 |                 | 20 tögrög       | 17,5 mm           | 1,5 mm            | 0,78 g            | Alluminio         | Inciso          | Valore                      | Soyombo          | 1994                     |
|                 |                 | 50 tögrög       | 23 mm             | 1,8 mm            | 16,8 g            | Alluminio         | Inciso          | Valore                      | Soyombo          | 1994                     |
|                 |                 | 100 tögrög      | 22 mm             | 1,5 mm            | 3,84 g            | Cupronichel       | Inciso          | Valore, Tempio di Janraiseg | Soyombo          | 1994                     |
|                 |                 | 200 tögrög      | 25 mm             | 1,7 mm            | 6,2 g             | Cupronichel       | Inciso          | Valore, sede del Governo    | Soyombo          | 1994                     |
|                 |                 | 500 tögrög      | 22 mm             | 1,7 mm            | ?                 | Cupronichel       | Liscio          | Valore, Soyombo             | Damdin Sùhbaatar | 2001                     |
|                 |                 |                 |                   |                   |                   |                   |                 |                             |                  |                          |

## Banconote
Come le monete, le banconote del tögrög durante la Repubblica popolare di Mongolia erano molto simili al rublo sovietico. Le assomiglianze comprendono i colori, il disegno e i valori dei vari biglietti che erano 1, 3, 5, 10, 25, 50 e 100 tögrög. I colori erano:
- 1 tögrög: marrone;
- 3 tögrög: verde;
- 5 tögrög: blu;
- 10 tögrög: rosso;
- 25 tögrög: lilla;
- 50 tögrög: verde;
- 100 tögrög: marrone.

Tutte le banconote erano stampate in Unione Sovietica.
| Serie di banconote in corso durante la Repubblica popolare di Mongolia () | Serie di banconote in corso durante la Repubblica popolare di Mongolia () | Serie di banconote in corso durante la Repubblica popolare di Mongolia () | Serie di banconote in corso durante la Repubblica popolare di Mongolia () | Serie di banconote in corso durante la Repubblica popolare di Mongolia () | Serie di banconote in corso durante la Repubblica popolare di Mongolia () | Serie di banconote in corso durante la Repubblica popolare di Mongolia () | Serie di banconote in corso durante la Repubblica popolare di Mongolia () | Serie di banconote in corso durante la Repubblica popolare di Mongolia () |
| Immagine                                                                  | Serie                                                                     | Diritto                                                                   | Rovescio                                                                  | Data di ritiro                                                            | Senza valore dal                                                          | Testo in                                                                  | Calendario usato                                                          | Note                                                                      |
| ------------------------------------------------------------------------- | ------------------------------------------------------------------------- | ------------------------------------------------------------------------- | ------------------------------------------------------------------------- | ------------------------------------------------------------------------- | ------------------------------------------------------------------------- | ------------------------------------------------------------------------- | ------------------------------------------------------------------------- | ------------------------------------------------------------------------- |
|                                                                           | 1925                                                                      | Soyombo, valore                                                           | Valore                                                                    | 1940                                                                      | 1966                                                                      | Mongolo                                                                   | Common Era                                                                | 2 tögrög in verde anziché 3 tögrög                                        |
|                                                                           | 1939                                                                      | Soyombo, Sühbaatar                                                        | Valore                                                                    | 1955                                                                      | 1966                                                                      | Mongolo                                                                   | Era volgare e anno mongolo 29                                             | 25 tögrög in marrone                                                      |
|                                                                           | 1941                                                                      | stemma, Sühbaatar                                                         | Valore                                                                    | ?                                                                         | ?                                                                         | entrambi                                                                  | Era volgare e anno mongolo 31                                             | 25 tögrög in marrone                                                      |
|                                                                           | 1955                                                                      | stemma, Sühbaatar                                                         | Valore                                                                    | 1966                                                                      | 1966                                                                      | Cirillico                                                                 | Era volgare                                                               | 25 tögrög in blu al dritto, marrone al rovescio                           |
|                                                                           | 1966                                                                      | Stemma, Sühbaatar eccetto 1 tögrög                                        | Valore per 1-25 tögrög, Palazzo del Governo per 50 e 100 tögrög           | —                                                                         | —                                                                         | entrambi                                                                  | Era volgare                                                               |                                                                           |
| 1981, 83                                                                  | Come sopra, eccetto il tema industriale per i 20 tögrög                   | Stemma, Sühbaatar eccetto 1 tögrög                                        | 20 tögrög in verde invece dei 25 tögrög                                   | —                                                                         | —                                                                         | entrambi                                                                  | Era volgare                                                               |                                                                           |

| Serie 1993 | Serie 1993 | Serie 1993    | Serie 1993  | Serie 1993             | Serie 1993               | Serie 1993                                   | Serie 1993  | Serie 1993               | Serie 1993                                               |
| Immagine1  | Immagine1  | Valore        | Dimensioni  | Colore principale      | Descrizione              | Descrizione                                  | Descrizione | Data di emissione2       | Uso                                                      |
| Diritto    | Rovescio   | Valore        | Dimensioni  | Colore principale      | Diritto                  | Rovescio                                     | Filigrana   | Data di emissione2       | Uso                                                      |
| ---------- | ---------- | ------------- | ----------- | ---------------------- | ------------------------ | -------------------------------------------- | ----------- | ------------------------ | -------------------------------------------------------- |
|            |            | 10 möngö      | 45 × 90 mm  | Rosa                   | Soyombo, Tiro con l'arco | Tiro con l'arco                              | —           | 1993                     | Raramente in circolazione ma diffuse tra i collezionisti |
|            |            | 20 möngö      | 45 × 90 mm  | Giallo-marrone         | Soyombo, Lotta           | Lotta                                        | —           | 1993                     | Raramente in circolazione ma diffuse tra i collezionisti |
|            |            | 50 möngö      | 45 × 90 mm  | Verde-ciano            | Soyombo,                 | Corse di cavalli                             | —           | 1993                     | Raramente in circolazione ma diffuse tra i collezionisti |
|            |            | 1 tögrög      | 115 × 57 mm | Giallo-marrone         | Leone                    | Soyombo                                      | Gengis Khan | 1993                     | Raramente in circolazione ma diffuse tra i collezionisti |
|            |            | 5 tögrög      | 120 × 60 mm | Arancio                | Sühbaatar, Soyombo       | Paesaggio di montagna con cavalli al pascolo | Gengis Khan | 1993                     | Usate raramente escluso in banca                         |
|            |            | 10 tögrög     | 125 × 61 mm | Verde                  | Sühbaatar, Soyombo       | Paesaggio di montagna con cavalli al pascolo | Gengis Khan | 1993, 20023              | La banconota più piccola effettivamente in uso           |
|            |            | 20 tögrög     | 130 × 65 mm | Rosso porpora          | Sühbaatar, Soyombo       | Paesaggio di montagna con cavalli al pascolo | Gengis Khan | 1993, 20023              |                                                          |
|            |            | 50 tögrög     | 135 × 66 mm | Marrone                | Sühbaatar, Soyombo       | Paesaggio di montagna con cavalli al pascolo | Gengis Khan | 1993, 20003              |                                                          |
|            |            | 100 tögrög    | 140 × 68 mm | Violetto               | Sühbaatar, Soyombo       | Paesaggio di montagna con cavalli al pascolo | Gengis Khan | 1993, 20003              |                                                          |
|            |            | 500 tögrög    | 145 × 70 mm | Violetto               | Gengis Khan, Soyombo     | Iurta mongola in movimento                   | Gengis Khan | 1993 e 1997 20003, 20034 |                                                          |
|            |            | 1000 tögrög   | 150 × 72 mm | Blu                    | Gengis Khan, Soyombo     | Iurta mongola in movimento                   | Gengis Khan | 1993 e 1997 20034        |                                                          |
|            |            | 5000 tögrög   | 150 × 72 mm | Viola                  | Gengis Khan, Soyombo     | Edifici tradizionali                         | Gengis Khan | 1994 e 20034             |                                                          |
|            |            | 10 000 tögrög | 150 × 72 mm | Arancio                | Gengis Khan, Soyombo     | Edifici tradizionali                         | Gengis Khan | 1995 e 20024             |                                                          |
|            |            | 20 000 tögrög |             | Verde chiaro e porpora | Gengis Khan, Soyombo     | Nove vessilli                                |             | 2006                     |                                                          |
|            |            |               |             |                        |                          |                                              |             |                          |                                                          |

### Annotazioni
1. Le immagini mostrate sono le prime variazioni di ogni valore.
2. Le date di emissione sono segnate fino al 2003. C'è stata una edizione del 2005 dei 10 tögrög, ma non è chiaro il contesto.

### Galleria d'immagini

Diritto della banconota da 20 tögrög (2002)
Diritto della banconota da 1000 tögrög (1993 o 1997)

## Potere d'acquisto
- 5 tögrög: una caramella è usata per dare un resto da 5Tg;
- 100 tögrög: una corsa in autobus a Ulan Bator;
- 500 tögrög: un pasto in un guanz, un piccolo caffè che vende buuz—gnocchi di carne cotti al vapore;
- 10 000 tögrög una camera in un albergo turistico a Ulan Bator.